# William Homan Thorpe
William Homan Thorpe, född 1 april 1902 i Hastings, död 7 april 1986 i Woodwalton Fen, var en engelsk zoolog som var verksam inom flera forskningsfält, bland annat etologi, entomologi och ornitologi.
Thorpe började studera agronomi vid University of Cambridge 1921. Han övergick till att studera entomologi och disputerade 1929 på en avhandling i det ämnet, också det vid universitetet i Cambridge. Efter att ha arbetat några år vid Farnham Royal Parasite Laboratory återvände Thorpe 1932 till Cambridge, där han undervisade i entomologi. Efter andra världskriget övergick Thorpe till att forska i etologi. Han valdes in som ledamot (så kallad "Fellow") i Royal Society 1951 och blev professor i etologi vid University of Cambridge 1966.